# Gilbert Baker
Gilbert Baker (Chanute, 2 giugno 1951 – New York, 31 marzo 2017) è stato un artista e attivista statunitense.
Attivista per i diritti LGBT noto per essere l'inventore della bandiera arcobaleno, diventata simbolo globale della comunità gay.

## Biografia
Nato nel 1951 a Chanute, Kansas, è cresciuto a Parsons, dove la nonna possedeva un negozio di abbigliamento femminile. Suo padre era un giudice mentre sua madre era un'insegnante.
Baker ha servito Esercito degli Stati Uniti dal 1970 al 1972. Era di stanza a San Francisco all'inizio del movimento per i diritti gay e dopo il suo congedo con onore dall'esercito si è stabilito in città, ha insegnato cucito e ha usato le sue abilità per creare banner per diritti dei gay e marce di protesta contro la guerra. È stato durante questi anni che ha incontrato e stretto amicizia con il politico e attivista Harvey Milk. Baker ha creato la prima bandiera arcobaleno nel 1978.
Nel 1979 Baker ha lavorato alla Paramount Flag Company di San Francisco, realizzando cartelloni per Dianne Feinstein, il primo ministro cinese, il re di Spagna, il presidente francese e per altre figure politiche dell'epoca. Inoltre ha progettato e creato per numerosi eventi civici e per il gay pride di San Francisco. Nel 1984 ha progettato le bandiere per la Democratic National Convention.
Nel 1994, Baker si trasferisce a New York, dove ha vissuto per il resto della sua vita. Qui, ha continuato il suo lavoro creativo e di attivismo. Nello stesso anno ha creato la più grande bandiera del mondo (a quel tempo) per celebrare il 25º anniversario dei Moti di Stonewall del 1969.
Nel 2003, per commemorare il 25º anniversario della bandiera arcobaleno, Baker ha creato una bandiera arcobaleno a Key West che si estendeva per due chilometri dal Golfo del Messico verso l'Oceano Atlantico. Dopo la commemorazione, ha inviato sezioni della bandiera in più di 100 città in tutto il mondo.
Baker è morto nel sonno il 30 marzo 2017, all'età di 65 anni, a New York. Egli è sopravvissuto a sua madre e sua sorella, entrambe residenti in Texas, e al suo compagno di vita Alex Bruno.

## Bandiera

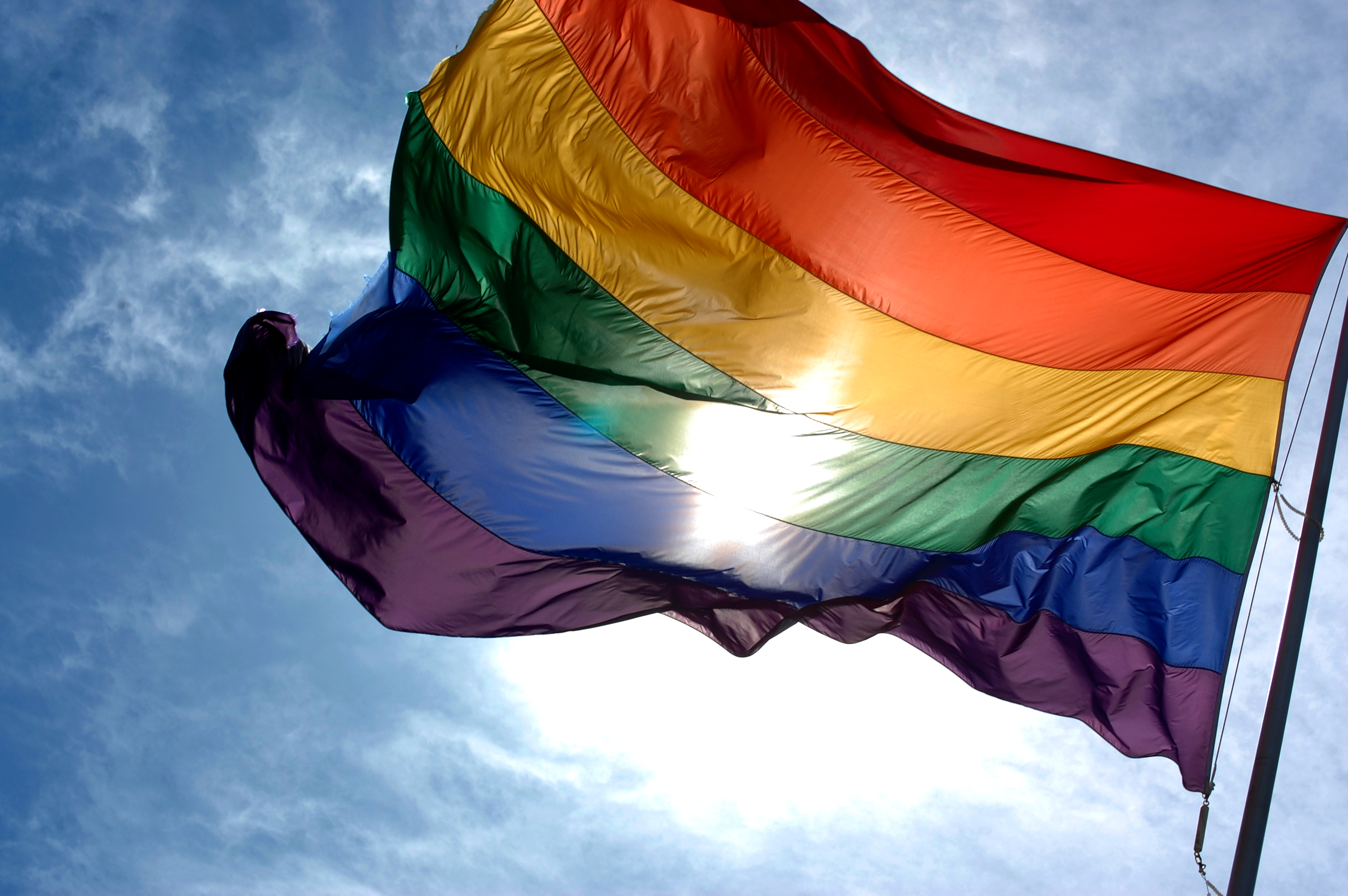
L'attuale bandiera arcobaleno a sei colori

La prima bandiera è stata realizzata per il gay pride di San Francisco del 25 giugno 1978 ed è stata cucita e tinta a mano dall'artista con l'aiuto di una trentina di volontari. In origine era composta da otto colori, ognuno simboleggiante un aspetto della simbologia New Age (serenità, spiritualità, natura, vita, sessualità). Per ragioni di difficoltà e costo nel reperire tutti i colori previsti, le tinte si sono successivamente ridotte a sei.
Nel giugno 2015 il Museum of Modern Art (MoMA) di New York ha acquistato la bandiera originale ad otto colori, esponendola nella galleria di design contemporaneo.
| Rosa      |  | Sesso         |
| Rosso     |  | Vita          |
| Arancione |  | Salute        |
| Giallo    |  | Luce del sole |
| Verde     |  | Natura        |
| Turchese  |  | Arte          |
| Indaco    |  | Armonia       |
| Violetto  |  | Spiritualità  |

## Media
Nel 2003, Baker e il suo progetto a Key West sono stati al centro di un documentario intitolato Rainbow Pride, diretto da Marie-Jo Ferron. Baker ha ricreato la bandiera arcobaleno originale per il pluripremiato film Milk e viene mostrato durante un'intervista nei contenuti speciali dell'edizione in DVD del film.
Nel 2017 Baker viene interpretato dall'attore Dylan Arnold nella miniserie televisiva When We Rise.